# Wei Qingguang
Wei Qingguang (Nanning, 2 de Julho de 1962) é um mesa-tenista chinês, campeão olímpico de dupla nos Jogos Olímpicos de Seul em parceria com Chen Longcan. Se naturalizou japonês, representando o país com o nome de Seiko Iseki.